# José Miguel Gordoa y Barrios
José Miguel Gordoa y Barrios (21 de marzo de 1777, Pinos, Nueva Galicia, Nueva España, Imperio Español – 12 de julio de 1832, Guadalajara, Jalisco, México) fue un obispo y político mexicano. Como político ocupó la presidencia de las Cortes de Cádiz en 1814 y fue elegido diputado en varias ocasiones. Fue proclamado obispo de Guadalajara en 1831.

## Primeros años
Nació el 21 de marzo de 1777, en el real de Sierra de Pinos, al sureste del actual estado de Zacatecas, México. Hijo de don Juan Francisco Gordoa y de doña Mariana Barrios. Cursó sus estudios de primeras letras en San Miguel el Grande, en el Colegio de San Francisco de Sales, con los padres felipistas. Posteriormente ingresó en el Colegio de San Luis Gonzaga, de la ciudad de Zacatecas, donde cursó gramática, retórica y filosofía, obteniendo en todas las materias distinciones sobresalientes. En los inicios de 1791 recibió el grado menor de filosofía en la Real y Pontificia Universidad de México, incorporándose en ese mismo año al Colegio de San Ildefonso, y principiando sus estudios de teología. 

## Labor académica
Con base en su alto rendimiento, fue designado presidente de academias, dando inicio a su carrera docente, desempeñándose como profesor sustituto en las cátedras de mínimos, menores, medianos y filosofía. Replicante en varias ocasiones en la Real Universidad de México en actos, actillos, quodlibetos y grados menores. También sustituyó en la cátedra de retórica, recibiendo más tarde el grado menor de cánones. Hacia 1798, obtuvo los grados de licenciado y doctor en sagrada teología por la Universidad de Guadalajara, materia de la que también fue profesor sustituto en la cátedra de Melchor Cano. En 1800, fue consagrado sacerdote por el célebre obispo tapatío Juan Cruz Ruiz de Cabañas. Corría el año de 1803, cuando servía la cátedra de catecismo romano y las lecciones de sagrada escritora en el Seminario Conciliar de San José en Guadalajara. En 1806 concursó para ocupar una plaza de cura en esa misma ciudad. 

## Labor política y religiosa
A los 33 años fue elegido diputado ante las Cortes de Cádiz, representando a su provincia natal de Zacatecas. Tomó posesión de su cargo el 4 de marzo de 1811, se desempeñó como el último presidente de aquel célebre congreso. Volvió a México condecorado con la cruz de la Orden de Carlos III. A su regreso de las Cortes, tomó posesión de medio racionero de la catedral de Guadalajara. Fue rector del Seminario Conciliar de San José, entre 1818 y 1821, y de la propia Universidad de Guadalajara, entre 1819 y 1821, además de haber sido designado como canónigo de la catedral de aquella diócesis. En 1820 fue elegido como representante por Guadalajara a la diputación provincial de la Nueva Galicia, y presidente de la sección de minería en la sociedad patriótica de la capital neogallega. En septiembre de 1823, fue uno de los diputados del primigenio Congreso del Estado de Jalisco. Fue elegido diputado por Zacatecas al Congreso Constituyente de 1824. Consagrado obispo de Guadalajara en agosto de 1831. Murió en aquella capital, el 12 de julio de 1832.
Sus restos reposan en el Sagrario Metropolitano de Guadalajara, Jalisco, México. 